# Igreja Unida da Zâmbia
A Igreja Unida da Zâmbia (em inglês: United Church of Zambia) é uma denominação denominação protestante unida na Zâmbia, fundada em 1967 como uma fusão de várias denominações resultados de missões da Igreja da Escócia, a Sociedade Missionária Metodista e a Sociedade Missionária de Londres.
A IUZ é a maior denominação protestante do país e a segunda maior denominação cristã, depois da Igreja Católica Romana.

## História
A Igreja Unida da Zâmbia, deve seu início ao trabalho da Sociedade Missionária de Londres, da Missão da Igreja da Escócia, da Igreja da União do Cinturão de Cobre e das Igrejas Livres do Cinturão de Cobre. 
No Cinturão de cobre da África Central, a mineração começou no início da década de 1920. Cristãos de várias áreas foram trabalhar nas cidades mineiras e o culto interdenominacional começou nas áreas habitacionais africanas e europeias. Ajudados pelo fato de já estarem cooperando em educação e bem-estar, a Igreja da Escócia, a Sociedade Missionária Metodista e a Sociedade Missionária de Londres se uniram em áreas africanas para formar a Igreja da União do Cinturão de Cobre (IUCC). 
Pouco depois disso, as congregações das áreas europeias se reuniram como Igrejas Livres do Cinturão de Cobre (ILCC). Em 1945, o a IUCC e ILCC se uniram para formar a Igreja da África Central na Rodésia (IACR). Em 1958, ocorreu o ato de união. 
Em 1965, a IACR  se uniu à Igreja Metodista e à Igreja de Barotselândia para formar a atual Igreja Unida da Zâmbia.

## Doutrina
A denominação subscreve o Credo dos Apóstolos e o Credo Niceno.
A denominação sofreu forte influência do Pentecostalismo desde a década de 1990 e permite a ordenação de mulheres.